# Supermicro
Supermicro (Super Micro Computer, Inc.; NASDAQ: SMCI) — американская компания, крупный производитель материнских плат, корпусов, источников питания, систем охлаждения, контроллеров SAS, Ethernet и InfiniBand. Компания специализируется на выпуске x86-серверных платформ и различных комплектующих для серверов, рабочих станций и систем хранения данных. Штаб-квартира находится в Сан-Хосе, США. Основана в 1993 году.

## История компании
- Основана инженером Чарльзом Ляном (англ. Charles Liang) в 1993 году в Сан-Хосе, США.
- июль 1996: создан филиал в Тайбэе.
- январь 2007: представлена первая платформа 1U Twin.
- март 2007: системные платы и контроллеры со слотом UIO.
- июнь 2007: на выставке Computex анонсирована собственная платформа для blade-серверов — SuperBlade.
- май 2008: совокупный доход со дня основания превысил 2 млрд $.
- февраль 2008: представлена первая платформа — 2U Twin.
- июнь 2009: новый класс продуктов — серверы с GPU.

## Основные технологии и продукты

### Universal I/O (UIO)
Данное решение позволяет разместить до трех плат расширения в сервере 1U и до семи в сервере 2U благодаря использованию «перевернутых» плат расширения. Решение состоит из плат расширения нестандартного форм-фактора, системных плат Supermicro с поддержкой UIO, райзеров и корпусов. Supermicro производит широкий ассортимент различных контроллеров SAS, Ethernet и InfiniBand в форм-факторе UIO.

### Серверы Twin
Supermicro Twin представляет собой общий корпус форм-фактора 1U или 2U с возможностью размещения нескольких серверных модулей:
- 1U Twin — два серверных модуля в корпусе 1U;
- 2U Twin — два серверных модуля в корпусе 2U;
- 2U Twin² — четыре серверных модуля в корпусе 2U;
- 2U Twin³ — четыре серверных модуля в корпусе 2U (4 двойных системных платы с процессором Intel Atom D525).

### Серверы с GPU
В марте 2010 компания Supermicro анонсировала серверы с возможностью установки одного или нескольких вычислительных GPU-модулей Nvidia Tesla,

### Blade-серверы SuperBlade
Supermicro производит blade-серверы, шасси, модули управления и сетевое оборудование (коммутаторы и passthrough-модули InfiniBand и 1/10GbE). Серверы TwinBlade позволяют установить до 20 штук двухпроцессорных модулей с поддержкой процессоров Intel Xeon 5500/5600 в шасси высотой 7U, серверы GPU Blade поддерживают установку до двух GPU Nvidia Tesla M2050/M2070/M2070Q (до 20 GPU в шасси 7U).

### Серверные корпуса и JBOD-системы с двухсторонним размещением дисков
Размещение дополнительных дисковых корзин на задней панели серверов позволяет разместить до 88 штук 2.5" или 72 штук 3.5"-дисков в корпусе высотой 4U.